# Jugement synthétique a priori
Pour un article plus général, voir Théorie de la connaissance de Kant.

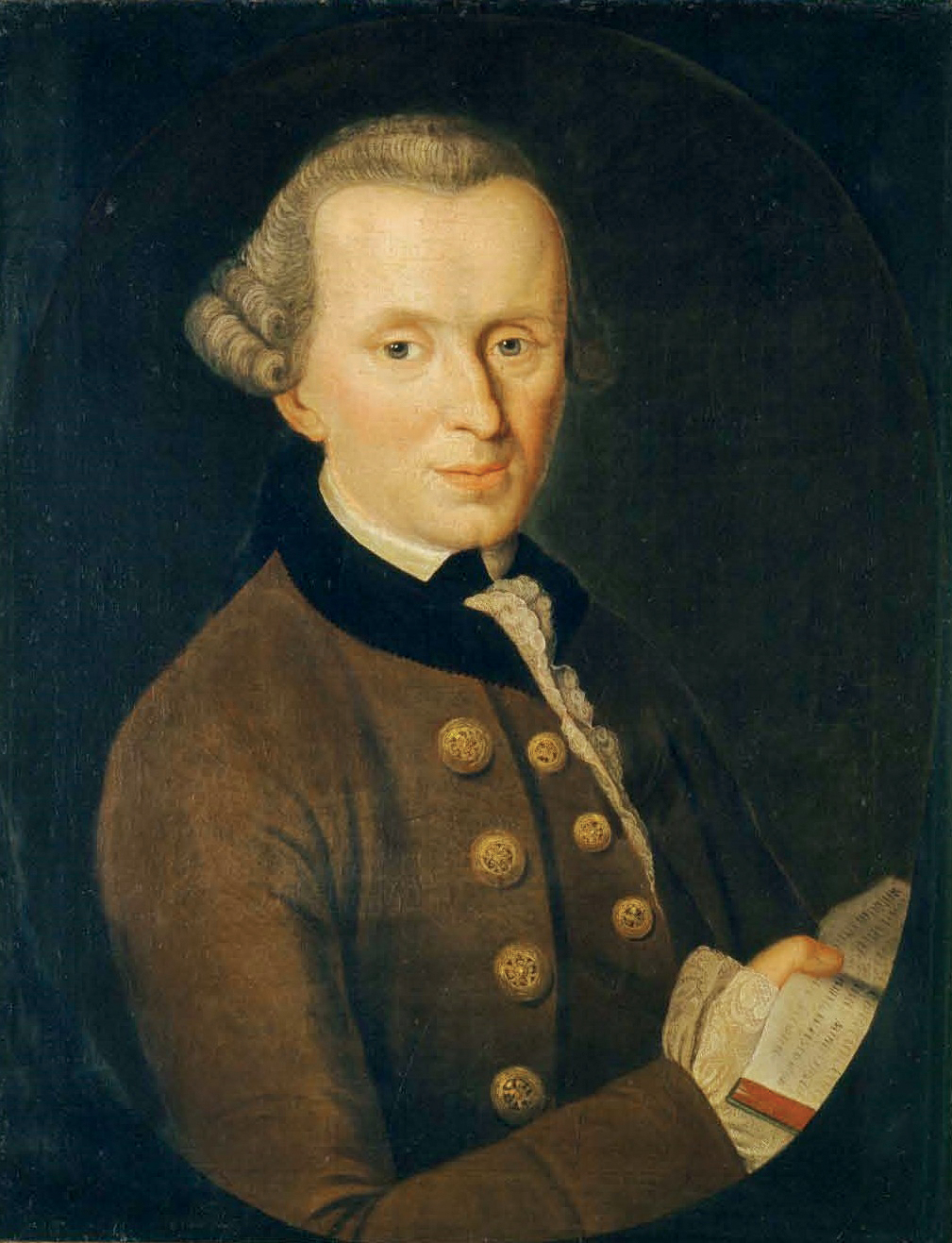
Emmanuel Kant (tableau du XVIIIe siècle).

En philosophie, le jugement synthétique a priori (ou « jugement synthétique a priori ») est un type de proposition qui se distingue d'une proposition analytique et d'une proposition synthétique a posteriori.
Emmanuel Kant est l'inventeur de ce concept de jugement qui se caractérise par la combinaison de deux caractères apparemment opposés : ils sont synthétiques, c'est-à-dire (dans le vocable de Kant) accroissent la connaissance, et sont pourtant a priori, c’est-à-dire antérieurs à l'expérience. Ce genre très particulier de proposition fait donc figure de troisième terme entre les vérités analytiques, nécessairement a priori, et les vérités de fait, tirées de l'observation.
Si d'autres philosophes après Kant[Lesquels ?] ont réaffirmé l'existence de jugements synthétiques a priori, leur réalité est contestée par l'empirisme logique, approche de la philosophie pour laquelle aucune réalité ne peut être affirmée sans preuve concrète. Une telle position est par exemple  développée dans le Manifeste du Cercle de Vienne.

## Une nouveauté kantienne
On différencie généralement deux types de propositions :
- les propositions portant sur les faits, sur l'expérience ;
- les propositions vraies indépendamment de l'expérience.

En dépit des nuances propres à ces auteurs, on retrouve sensiblement un tel schéma dans la philosophie de David Hume et de Gottfried Wilhelm Leibniz[réf. nécessaire]. L'originalité de Kant sera d'introduire un autre type de jugement, dont il cherchera à établir la réalité dans sa Critique de la raison pure. C'est à cette occasion qu'il donne une série de définitions sur l'analytique et le synthétique qui marqueront l'histoire de la philosophie dans les siècles suivants.
Selon Kant, un jugement est analytique lorsque le concept de son prédicat est inclus dans celui de son sujet. Une telle présentation s'appuie sur la structure classique de la proposition, qui considère tout énoncé comme composé d'un sujet et d'un prédicat. Un jugement est alors analytique lorsqu'on l'obtient par analyse du concept du sujet, sans que rien d'extérieur soit ajouté. L'exemple pris par le philosophe de Königsberg est celui des corps : « tout corps est étendu » est une proposition analytique, car l'extension spatiale est supposée par le concept de corps. Un corps peut bien avoir différentes formes, ou ne pas avoir de poids, il est inconcevable qu'il n'ait aucune étendue. Dans la mesure où seule la compréhension du concept est mise en jeu, les jugements analytiques sont aussi a priori.
Les jugements synthétiques eux permettent d'accroître la connaissance. Une proposition affirmant que tout corps a un poids, par exemple, rajoute au concept de corps celui de poids. Le concept du prédicat n'est pas inclus dans celui du sujet, il n'y a plus simple analyse : un élément supplémentaire est apparu. Les jugements synthétiques seront alors pour Kant de deux sortes :
- synthétique a posteriori ;
- synthétique a priori.

Les premiers sont reconnus dans la tradition philosophique : il s'agit des propositions portant sur les faits. C'est ce que Hume appelle des « choses de fait », en anglais : matters of fact, par opposition aux « relations d'idées » Les seconds sont une nouveauté kantienne, et il s'agira dès lors pour leur créateur de justifier de leur légitimité. Ce qui différenciera jugement synthétique a posteriori et a priori, c'est le type d'intuition auquel ils feront appel.
Un jugement synthétique a posteriori impliquera nécessairement l'intervention d'une intuition sensible, à portée simplement subjective, un jugement synthétique a priori supposera que s'y adjoigne la forme pure de l'intuition. L'intuition pure se composant du temps et de l'espace, le dernier type de jugement y recourra obligatoirement d'une manière ou d'une autre. Kant soutiendra que l'arithmétique fait appel au sens interne (le temps), la géométrie elle au sens externe (espace).
Un exemple donné dans la Critique de la raison pure est le concept de causalité : « tout ce qui arrive a sa cause [...] mais le concept d'une cause est tout à fait extérieur au concept de quelque chose qui arrive et différent de lui [...] c'est donc un jugement synthétique mais il n'est pas lié à l'expérience, lui étant plus général et le précédant ».

## Des domaines spécifiques
Les jugements synthétiques a priori portent essentiellement sur trois domaines :
- les mathématiques : Nicola Fergola et Vincenzo Flauti furent deux mathématiciens napolitains du XIXe siècle qui pronèrent l'utilisation du raisonnement synthétique[3] ;
- la métaphysique[Par exemple ?] ;
- la morale (par exemple, l'éthique intuitionniste).

Les propositions mathématiques sont selon Kant synthétiques a priori, elles ne peuvent être simplement analytiques. Les propositions de la métaphysique critique sont aussi synthétiques a priori. Contrairement à la métaphysique dogmatique qui se perd dans des contradictions, la métaphysique critique que Kant propose est censée elle avoir des bases plus solides, et se fonde sur la possibilité de jugements synthétiques a priori.

## Une pérennité critique

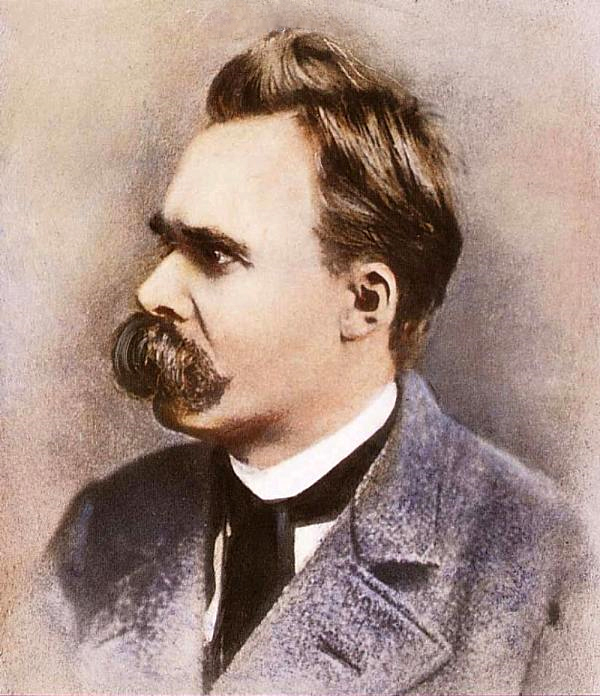
Portrait de Friedrich Nietzsche

Friedrich Nietzsche dira en 1886 dans Par-delà bien et mal au quatrième paragraphe : « Et, par principe, nous inclinons à prétendre que les jugements les plus faux (dont les jugements synthétiques a priori font partie) sont, pour nous, les plus indispensables, [...] ». Il faut comprendre ici que le critère de valorisation d'un jugement n'est pas la vérité, mais sa capacité à « promouvoir la vie ». Nietzsche souligne, à rebours du sens des valeurs qui a généralement cours en philosophie à son époque, que « l'homme ne pourrait pas vivre sans se rallier aux fictions de la logique ». La « non-vérité » devient « condition de vie ». Il dira plus loin[réf. incomplète] que Kant a plutôt « inventé » que « découvert » cette nouvelle faculté chez l'homme, de faire des jugements synthétiques a priori. Selon Nietzsche, l'important n'est pas que ce type de jugement soit possible ou non, mais plutôt que le fait que nous y « ajoutions foi » révèle notre besoin de croire à des vérités apparentes, condition obligée pour la « conservation des êtres de notre espèce »..